# Laudomia de' Medici
Laudomia de' Medici è il nome di due donne appartenute al principale ramo "nobile" della famiglia Medici di Firenze, in particolare a quello dei "Popolani".

## Laudomia di Lorenzo de' Medici
Laudomia di Lorenzo de' Medici visse tra la fine del Quattrocento e la prima metà del Cinquecento. Era figlia di Semiramide Appiano e di Lorenzo il Popolano, il cugino del Magnifico, che dopo la sua scomparsa ne emulò il prestigio e il carisma. Si sposò nel 1502 con Francesco Salviati. Suo fratello era Pierfrancesco il Giovane, dal quale nacque l'omonima nipote.

## Ascendenza
|                                |                  |                          | Genitori             |  |  | Nonni |  |  | Bisnonni           |  |  | Trisnonni         |  |
|                                |                  |                          |                      |  |  |       |  |  | Lorenzo il Vecchio |  |  | Giovanni di Bicci |  |
|                                |                  |                          |                      |  |  |       |  |  | Lorenzo il Vecchio |  |  | Giovanni di Bicci |  |
|                                |                  | Piccarda Bueri           |                      |  |  |       |  |  | Lorenzo il Vecchio |  |  |                   |  |
| Pierfrancesco il Vecchio       |                  |                          |                      |  |  |       |  |  | Lorenzo il Vecchio |  |  |                   |  |
|                                |                  | Ginevra Cavalcanti       | Giovanni Cavalcanti  |  |  |       |  |  |                    |  |  |                   |  |
|                                |                  | Ginevra Cavalcanti       | Giovanni Cavalcanti  |  |  |       |  |  |                    |  |  |                   |  |
|                                |                  | Ginevra Cavalcanti       | …                    |  |  |       |  |  |                    |  |  |                   |  |
| Lorenzo il Popolano            |                  | Ginevra Cavalcanti       |                      |  |  |       |  |  |                    |  |  |                   |  |
|                                |                  | …                        | …                    |  |  |       |  |  |                    |  |  |                   |  |
|                                |                  | …                        | …                    |  |  |       |  |  |                    |  |  |                   |  |
|                                |                  | …                        | …                    |  |  |       |  |  |                    |  |  |                   |  |
| Laudomia Acciaiuoli            |                  | …                        |                      |  |  |       |  |  |                    |  |  |                   |  |
|                                |                  | …                        | …                    |  |  |       |  |  |                    |  |  |                   |  |
|                                |                  | …                        | …                    |  |  |       |  |  |                    |  |  |                   |  |
|                                |                  | …                        | …                    |  |  |       |  |  |                    |  |  |                   |  |
| Laudomia de' Medici            |                  | …                        |                      |  |  |       |  |  |                    |  |  |                   |  |
|                                | Emanuele Appiano | Jacopo I Appiano         |                      |  |  |       |  |  |                    |  |  |                   |  |
|                                | Emanuele Appiano | Jacopo I Appiano         |                      |  |  |       |  |  |                    |  |  |                   |  |
|                                | Emanuele Appiano | Polissena Pannocchieschi |                      |  |  |       |  |  |                    |  |  |                   |  |
| Jacopo III Appiano             | Emanuele Appiano |                          |                      |  |  |       |  |  |                    |  |  |                   |  |
|                                |                  | Colia de' Giudici        | Alfonso V d'Aragona  |  |  |       |  |  |                    |  |  |                   |  |
|                                |                  | Colia de' Giudici        | Alfonso V d'Aragona  |  |  |       |  |  |                    |  |  |                   |  |
|                                |                  | Colia de' Giudici        | Ippolita de' Giudici |  |  |       |  |  |                    |  |  |                   |  |
| Semiramide D'Appiano D'Aragona |                  | Colia de' Giudici        |                      |  |  |       |  |  |                    |  |  |                   |  |
|                                |                  | …                        | …                    |  |  |       |  |  |                    |  |  |                   |  |
|                                |                  | …                        | …                    |  |  |       |  |  |                    |  |  |                   |  |
|                                |                  | …                        | …                    |  |  |       |  |  |                    |  |  |                   |  |
| Battistina Fregoso             |                  | …                        |                      |  |  |       |  |  |                    |  |  |                   |  |
|                                |                  | …                        | …                    |  |  |       |  |  |                    |  |  |                   |  |
|                                |                  | …                        | …                    |  |  |       |  |  |                    |  |  |                   |  |
|                                |                  | …                        | …                    |  |  |       |  |  |                    |  |  |                   |  |
|                                |                  | …                        |                      |  |  |       |  |  |                    |  |  |                   |  |

## Laudomia di Pierfrancesco de' Medici
Laudomia di Piefrancesco de' Medici (nata il 21 ottobre 1516; ultima notizia il 5 dicembre 1559) era figlia di Pierfrancesco il Giovane e Maria Soderini e sorella minore di Lorenzino de' Medici.
Per un periodo visse con la sorella Maddalena nel convento carmelitano di Santa Maria degli Angeli a Firenze. Dopo il delitto del fratello scappò con tutta la famiglia a Bologna (1537). Si sposò nel 1539 con Piero Strozzi, Maresciallo di Francia. Seguì il marito a Venezia e poi in Francia (gennaio 1548). Rimase vedova nel 1558.

## Ascendenza
|                                     |                      |                                         | Genitori                              |  |  | Nonni |  |  | Bisnonni                            |  |  | Trisnonni                     |  |
|                                     |                      |                                         |                                       |  |  |       |  |  | Pierfrancesco de' Medici il Vecchio |  |  | Lorenzo de' Medici il Vecchio |  |
|                                     |                      |                                         |                                       |  |  |       |  |  | Pierfrancesco de' Medici il Vecchio |  |  | Lorenzo de' Medici il Vecchio |  |
|                                     |                      | Ginevra Cavalcanti                      |                                       |  |  |       |  |  | Pierfrancesco de' Medici il Vecchio |  |  |                               |  |
| Lorenzo de' Medici il Popolano      |                      |                                         |                                       |  |  |       |  |  | Pierfrancesco de' Medici il Vecchio |  |  |                               |  |
|                                     |                      | Laudomia Acciaiuoli                     | Jacopo Acciaiuoli                     |  |  |       |  |  |                                     |  |  |                               |  |
|                                     |                      | Laudomia Acciaiuoli                     | Jacopo Acciaiuoli                     |  |  |       |  |  |                                     |  |  |                               |  |
|                                     |                      | Laudomia Acciaiuoli                     | Costanza de' Bardi                    |  |  |       |  |  |                                     |  |  |                               |  |
| Pierfrancesco de' Medici il Giovane |                      | Laudomia Acciaiuoli                     |                                       |  |  |       |  |  |                                     |  |  |                               |  |
|                                     |                      | Jacopo III Appiano, signore di Piombino | Emanuele Appiano, signore di Piombino |  |  |       |  |  |                                     |  |  |                               |  |
|                                     |                      | Jacopo III Appiano, signore di Piombino | Emanuele Appiano, signore di Piombino |  |  |       |  |  |                                     |  |  |                               |  |
|                                     |                      | Jacopo III Appiano, signore di Piombino | Colia de' Giudici                     |  |  |       |  |  |                                     |  |  |                               |  |
| Semiramide Appiano                  |                      | Jacopo III Appiano, signore di Piombino |                                       |  |  |       |  |  |                                     |  |  |                               |  |
|                                     |                      | Battistina Fregoso                      | Giano Fregoso, doge di Genova         |  |  |       |  |  |                                     |  |  |                               |  |
|                                     |                      | Battistina Fregoso                      | Giano Fregoso, doge di Genova         |  |  |       |  |  |                                     |  |  |                               |  |
|                                     |                      | Battistina Fregoso                      | Violante Gentile                      |  |  |       |  |  |                                     |  |  |                               |  |
| Laudomia de' Medici                 |                      | Battistina Fregoso                      |                                       |  |  |       |  |  |                                     |  |  |                               |  |
|                                     | Paolantonio Soderini | Tommaso Soderini                        |                                       |  |  |       |  |  |                                     |  |  |                               |  |
|                                     | Paolantonio Soderini | Tommaso Soderini                        |                                       |  |  |       |  |  |                                     |  |  |                               |  |
|                                     | Paolantonio Soderini | Dianora Tornabuoni                      |                                       |  |  |       |  |  |                                     |  |  |                               |  |
| Tommaso Soderini                    | Paolantonio Soderini |                                         |                                       |  |  |       |  |  |                                     |  |  |                               |  |
|                                     |                      | Lisabetta Spinelli                      | Tommaso Spinelli                      |  |  |       |  |  |                                     |  |  |                               |  |
|                                     |                      | Lisabetta Spinelli                      | Tommaso Spinelli                      |  |  |       |  |  |                                     |  |  |                               |  |
|                                     |                      | Lisabetta Spinelli                      | Milia Peruzzi                         |  |  |       |  |  |                                     |  |  |                               |  |
| Maria Soderini                      |                      | Lisabetta Spinelli                      |                                       |  |  |       |  |  |                                     |  |  |                               |  |
|                                     |                      | Filippo Strozzi il Vecchio              | Matteo Strozzi                        |  |  |       |  |  |                                     |  |  |                               |  |
|                                     |                      | Filippo Strozzi il Vecchio              | Matteo Strozzi                        |  |  |       |  |  |                                     |  |  |                               |  |
|                                     |                      | Filippo Strozzi il Vecchio              | Alessandra Macinghi                   |  |  |       |  |  |                                     |  |  |                               |  |
| Fiammetta Strozzi                   |                      | Filippo Strozzi il Vecchio              |                                       |  |  |       |  |  |                                     |  |  |                               |  |
|                                     |                      | Fiammetta Adimari                       | Donato Adimari                        |  |  |       |  |  |                                     |  |  |                               |  |
|                                     |                      | Fiammetta Adimari                       | Donato Adimari                        |  |  |       |  |  |                                     |  |  |                               |  |
|                                     |                      | Fiammetta Adimari                       | …                                     |  |  |       |  |  |                                     |  |  |                               |  |
|                                     |                      | Fiammetta Adimari                       |                                       |  |  |       |  |  |                                     |  |  |                               |  |